# Maksim Zacharovič Saburov
Maksim Zacharovič Saburov (in russo Максим Захарович Сабуров?; Družkovka, 19 febbraio 1900, 7 febbraio del calendario giuliano – Mosca, 24 marzo 1977) è stato un politico, ingegnere ed economista sovietico.

## Biografia
Membro del Partito bolscevico dal 1920, lavorò nel Komsomol e nel partito dal 1921 al 1928. Studiò presso l'Università comunista Sverdlov (1923-1926) e poi presso l'Università meccanica Bauman (1928-1933). Dal 1933 fu ingegnere in una fabbrica metallurgica a Novokramatorsk. A partire dal 1938 ebbe ruoli di primo piano nel Gosplan, che presiedette nel 1941-1942 e poi di nuovo dal 1949 al 1955. Dopo essere stato vicepresidente del Consiglio dei commissari del popolo dell'URSS (1941-1942) e del Consiglio dei ministri (1947-1953), fu Ministro della meccanica da marzo a giugno del 1953. Nel 1955 divenne presidente della Commissione economica per il piano corrente (fino all'anno successivo) e, fino al 1957, di nuovo vicepresidente del Consiglio dei ministri. Tra il 1957 e il 1958 fu vicepresidente del Comitato governativo per i rapporti economici esteri, mentre da maggio 1958 operò come direttore di differenti fabbriche fino alla pensione, nel 1967.
Fu membro del Comitato Centrale del PCUS dal 1952 al 1961 e del Presidium dal 1952 al 1957.